# Raška (rivière)
Pour les articles homonymes, voir Raška.
La Raška, en serbe cyrillique Рашка, est une rivière du sud-ouest de la Serbie, sous-affluent du Danube par l'Ibar. 

## Géographie
Sa longueur est de 60 km. Elle est un affluent gauche de l'Ibar.
La Raška appartient au bassin de drainage de la Mer Noire ; son propre bassin couvre une superficie de 1 193 km². Elle n'est pas navigable.

## Présentation
La Raška naît de la réunion de plusieurs ruisseaux souterrains dans la région de Pešter, au sud du monastère de Sopoćani. Le débit de ces ruisseaux ont permis la construction de la petite centrale hydroélectrique souterraine de Ras (6 MW).
La Raška oriente sa course vers le nord, direction qu'elle conservera tout au long de son parcours. Au village de Pazarište, elle reçoit sur sa droite les eaux de la Sebečevačka reka ; entre les villages de Dojeviće et Vatevo, elle reçoit sur sa gauche celles de la Ljutska reka et, sur sa droite, celles de la Jošanica à Novi Pazar, la localité la plus importante qui soit située sur le cours de la rivière. 
Elle entre dans la région de la Raška, qui constitue la partie orientale d'une région plus vaste, la région de Stari Vlah-Raška (au sud-ouest de la Serbie). La rivière passe près de l'église Saint-Pierre de Ras (Petrova crkva), puis à Banja et Postenje. La partie inférieure de son cours n'est pas densément peuplée, à l'exception des villages de Požežina et Milatkoviće. Finalement, la rivière atteint la ville de Raška et le village de Supnje, où elle se jette dans l'Ibar.